# Leandro di Siviglia
San Leandro di Siviglia (Cartagena, 534 – Siviglia, 13 marzo 600) è stato arcivescovo di Siviglia. Viene ricordato in particolare per essere riuscito a convertire dall'arianesimo la casa reale visigota. La Chiesa cattolica lo venera come santo.

## Biografia

### La famiglia
Leandro apparteneva a un'antica famiglia romana di Cartagena, il padre Saveriano, morì in giovane età e fu il primo dei cinque figli, appunto Leandro, a prendersi la responsabilità dell'educazione e della crescita dei quattro fratelli, Isidoro, Fulgenzio, Fiorentina e Teodosia. Tutti, tranne Teodosia, si dedicarono alla vita religiosa e sono venerati come santi dalla Chiesa cattolica.
I tre fratelli maschi divennero tutti prelati, Leandro e Isidoro, famosissimo nel medioevo per la sua grande opera enciclopedica Etimologie, divennero vescovi di Siviglia, mentre Fulgenzio divenne vescovo di Écija.
La sorella si fece monaca e fondò il convento di Santa Maria de Valle presso Écija. Tutti i fratelli furono tra i principali fautori dell'unificazione della penisola sotto il Credo Niceno, ottenuta con la conversione del monarca visigoto Recaredo e sancita dal III Concilio di Toledo del 589.

### Vita religiosa
Iniziò la sua vita religiosa come monaco benedettino. Suo grande desiderio era convertire al Credo Niceno gli ariani della Spagna con gli scritti e la predicazione.
Divenuto arcivescovo della città di Siviglia, ebbe l'opportunità di conoscere e convertire Ermenegildo il figlio del re ariano Leovigildo, che era stato esiliato a Siviglia assieme alla moglie che era di fede cattolica.
Ermenegildo entrò in conflitto con il padre e da questi venne sconfitto e imprigionato a Toledo. Il padre nella Pasqua del 585 impose al figlio di ricevere la comunione da un vescovo ariano, il figlio rifiutò e per questo venne fatto uccidere.
Leovigildo che voleva unificare sotto il credo ariano tutta la Spagna, fa mandare in esilio a Costantinopoli Leandro e molti altri cristiani. Durante il suo breve esilio, avrà l'opportunità di conoscere il futuro papa Gregorio, a quel tempo inviato pontificio presso i bizantini. Da quell'incontro nacque una forte amicizia tra i due, parte della corrispondenza tra i due è ancora esistente. Leovigildo richiamerà in seguito il prelato in patria.
Alla sua morte il nuovo re Recaredo si converte e il processo di unificazione sotto il credo cattolico si accelera anche grazie alla liturgia detta mozarabica o visigota, di cui i vescovi Leandro e Isidoro furono grandi promotori, con apposite preghiere e canti per la Messa.
La chiesa iberica si unì nel credo Gloria Patri et Filio et Spiritui Sancto invece dell'ariano Gloria Patri per Filium in Spiritu Sancto.

### Opere
Oltre a frammenti della corrispondenza con Papa Gregorio I, ci sono pervenute De institutione virginum et contemptu mundi, la regola monastica per la comunità religiosa della sorella Fiorentina e  Homilia de triumpho ecclesiæ ob conversionem Gothorum (P.L, LXXII).

## Culto
La Chiesa cattolica lo commemora come santo il 13 marzo.
Martirologio Romano: "A Siviglia in Spagna, san Leandro, vescovo, che, fratello dei santi Isidoro, Fulgenzio e Fiorentina, con la sua predicazione e il suo attivo impegno convertì dall'eresia ariana alla fede cattolica i Visigoti, con l'aiuto del loro re Reccaredo".